# 比尔·香克利
威廉·辛奇利，OBE（英语：William Shankly，1913年9月2日—1981年9月29日），蘇格蘭足球教練，英格蘭老牌球會利物浦歷來最成功主教練之一，把長期掙扎在乙級聯賽的利物浦足球球會變成了頂級聯賽冠軍，並開始該隊的歐洲霸業，1974年獲OBE勳銜。

## 執教生涯
- 1949-1951年：卡素爾
- 1951-1953年：甘士比;
- 1953-1956年：沃金頓
- 1956-1959年：哈德斯菲爾德
- 1959-1974年：利物浦

## 在利物浦的經歷
1959年12月，前任主帥泰勒辭職後，利物浦做出了一個後來被載入史冊的決定──任命比爾·香克利為新任主帥。
1963-64賽季，香克利第一次率隊奪取了聯賽冠軍，紅軍霸業初成。1965年，利物浦第一次奪取了足總杯冠軍，之後的一年又稱雄聯賽。1973年，香克利再度率領球隊奪取聯賽冠軍，同年還拿到了歐洲聯盟杯，1974年的足總杯冠軍則是他送給利物浦的最後榮譽。
1973-74賽季結束後，香克利意外的宣佈辭去主教練職務，60歲的他打算更多的和妻子尼斯以及家人在一起，這個決定一度震驚了利物浦城和整個英國。
1981年9月29日，香克利因心臟病去世。

## 榮譽

### 球員生涯
普雷斯頓
- 英格蘭足總杯：1937-38
- 英格兰足球联赛战争杯：1940-41[2]

 苏格兰
- 英国本土四角锦标赛: 1938‒39[3]

### 执教生涯
利物浦
- 英格兰甲组联赛：1963-64、1965-66、1972-73
- 英格兰乙组联赛：1961‒62
- 英格蘭足總杯：1964‒65、1973‒74
- 英格兰慈善盾：1964、1965、1966
- 歐洲足協盃：1972‒73